# Callanispa rasa
Callanispa rasa es un coleóptero de la familia Chrysomelidae. Fue descrita científicamente en 1959 por Uhmann.